# El Houidjbet
El Houidjbet (în arabă الحويجبات) este o comună din provincia Tébessa, Algeria.
Populația comunei este de 4.771 de locuitori (2008).